# Zacorisca aglaocarpa
Zacorisca aglaocarpa is een vlinder uit de familie van de bladrollers (Tortricidae). De wetenschappelijke naam van de soort is voor het eerst geldig gepubliceerd in 1924 door Edward Meyrick.